# 塔雷农村居民点
塔雷农村居民点（俄语：Таловское сельское поселение）是俄罗斯联邦沃罗涅日州坎捷米罗夫卡区所属的一个农村居民点。其下辖有3个居民点，行政中心为塔雷。据2016年统计，该农村居民点的人口为1646人。